# Abaíra
Abaíra este un oraș în statul Bahia (BA) din Brazilia.